# Oncidium jarmilae
Oncidium jarmilae är en orkidéart som beskrevs av Willibald Königer. Oncidium jarmilae ingår i släktet Oncidium och familjen orkidéer. Inga underarter finns listade i Catalogue of Life.